# Walsleben
Walsleben település Németországban, azon belül Brandenburgban. Lakosainak száma 792 fő (2023. december 31.).

## Népesség
A település népességének változása:
| Lakosok száma | 786  | 771  | 789  | 810  | 792  |
|               | 2017 | 2019 | 2021 | 2022 | 2023 |